# Siestrorieck
Siestrorieck (ros. Сестрорецк) – miasto w Rosji, w granicach miasta wydzielonego Petersburg, uzdrowisko, na Przesmyku Karelskim, nad Zatoką Fińską, przy ujściu rzeki Siestra. W 2010 roku liczyło 37 248 mieszkańców.
Miejscowość istnieje od 1714 roku. W 1721 roku car Piotr I Wielki rozkazał uruchomić tu fabrykę broni, będącą największą w północno-zachodniej Rosji. W połowie XIX wieku stał się miejscowością letniskową, a w 1898 uzdrowiskiem. W 1925 roku Siestrorieck uzyskał status miasta. Mieści się tam uzdrowisko klimatologiczne i balneologiczne (borowina ze sztucznego jeziora Razliw i wody mineralne chlorkowo-sodowe), a także zakłady narzędziowe (dawna fabryka broni). W pobliżu Siestroriecka leży wieś Pienaty z domem-muzeum Ilji Riepina.